# Le Conte des trois diamants

Le Conte des trois diamants (en arabe : حكاية الجواهر الثلاثة, transcrit Hikayat al-Jawahir al-Thalath) est un film anglo-belgo-hispano-palestinien de Michel Khleifi (1995) qui raconte la quête par un jeune Palestinien de la bande de Gaza  de trois diamants perdus d’un collier.

## Synopsis
Youssef, 12 ans, vit dans un camp de réfugiés de la bande de Gaza, dans le cadre morose de la première Intifada et de l’occupation israélienne : père en prison, frère combattant recherché par l’armée israélienne.
Lors d’une promenade, Youssef rencontre Aida, une jeune gitane, excellente conteuse, dont il s’éprend. Elle lui dit qu’elle l’épousera s’il retrouve les trois diamants perdus d’un collier acquis jadis en Amérique du Sud par sa grand-mère.
Dès lors, Youssef cherche à sortir par tous les moyens de la bande de Gaza sur la piste de diamants.

## Distribution
- Mohammed Nahnal : Youssef
- Hana' Ne'meh :  Aida
- Bushra Karaman :  La mère de Youssef (comme Bushra Qaraman)
- Raida Adon :  Suad
- Makram Khoury :  Abu Iman
- Mohammed Sheikh :  Samir
- Ghassan Abu Libda :  Salah
- Amin Halabi :  Le père de Salah
- Mohammed Bakri :  Le père d’Aida
- Um Fayez :  La grand-mère d’Aida
- Ahmad Abu Sal'oum :  Le père de Youssef
- Khalifa Natour :  Officier n°1
- Dirar Suleiman :  Officier n°2